# Wspólnota administracyjna Ottobeuren
Wspólnota administracyjna Ottobeuren – wspólnota administracyjna (niem. Verwaltungsgemeinschaft) w Niemczech, w kraju związkowym Bawaria, w rejencji Szwabia, w regionie Donau-Iller, w powiecie Unterallgäu. Siedziba wspólnoty znajduje się w miejscowości Ottobeuren. Powstała 1 maja 1978.
Wspólnota administracyjna zrzesza jedną gminę targową (Markt) oraz dwie gminy wiejskie (Gemeinde): 
- Böhen, 735 mieszkańców, 20,52 km²
- Hawangen, 1 321 mieszkańców, 14,50 km²
- Ottobeuren, gmina targowa, 7 949 mieszkańców, 55,85 km²